# Pontoise
Pontoise je město ležící asi 25 km severozápadně od Paříže ve Francii, v departementu Val-d'Oise a regionu Île-de-France, od roku 1966 také sídlo stejnojmenné diecéze římskokatolické církve. Od poloviny 19. století jeho starobylý ráz a malebná krajina okolí přitahovaly malíře – krajináře a turisty.

## Historie

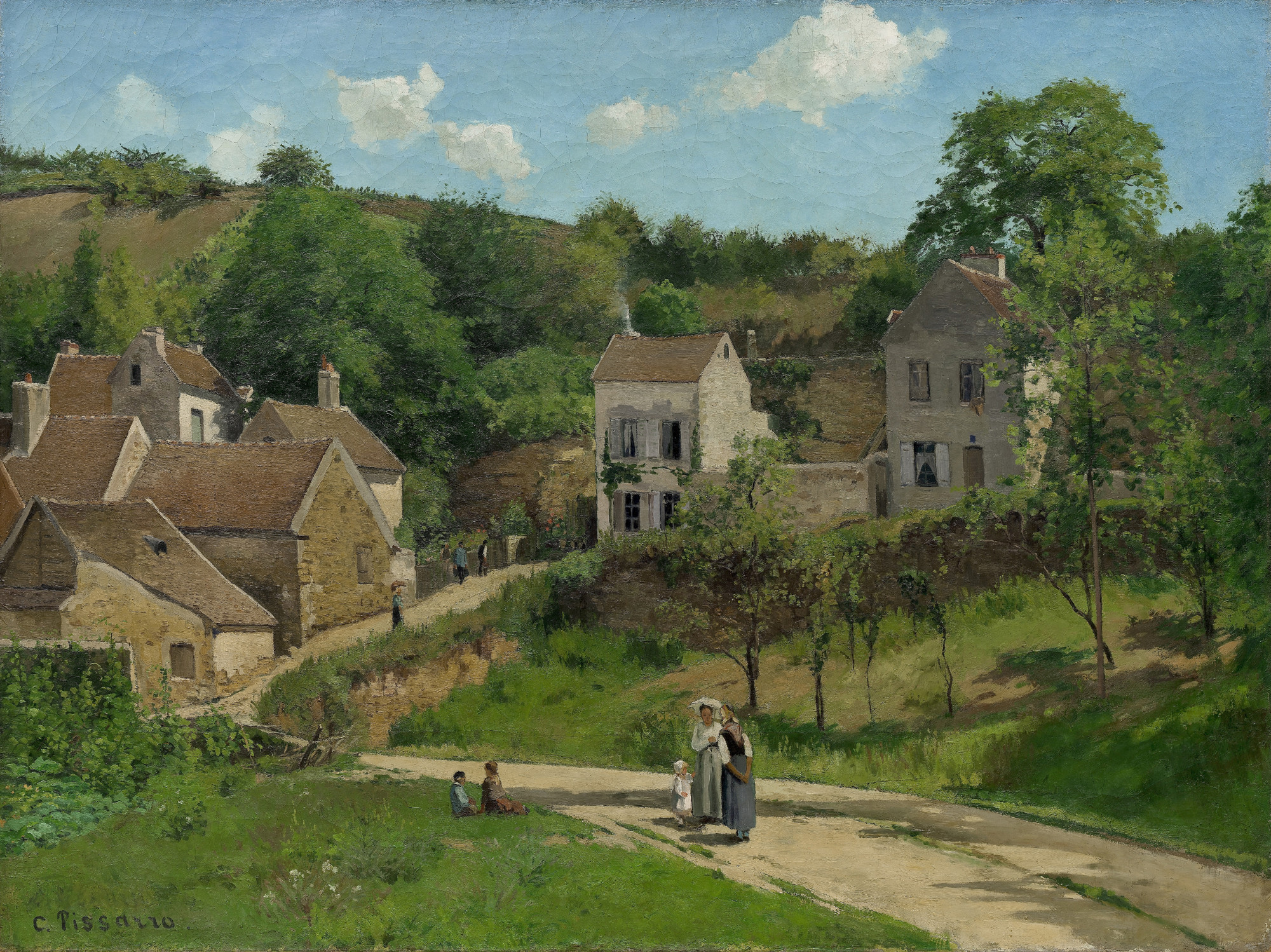
Camille Pissarro: Pontoise,1867

První zmínky o osadě pocházejí z doby římské, kdy se nazývala latinsky Pontisara, v 1. století př. n. l. zde Caesar dal vybudovat silnici, důležitou spojnici mezi Lutetií (Paříž) a Romagenem (Rouen). Sídlo přetrvalo také v době galo-románské a ve středověku se stalo městem, od roku 1966 sídlem diecéze.
Malebná krajinná scenérie a dobrá dopravní dostupnost od Paříže během druhé poloviny 19. století přilákala do Pontoise mnoho malířů období impresionismu a postimpresionismu, byli to mj. Camille Pissarro, Maximilien Luce, Paul Cézanne, Charles-François Daubigny nebo Gustave Caillebotte, v okolí města pracovali Vincent van Gogh či Paul Gauguin.

## Památky a muzea

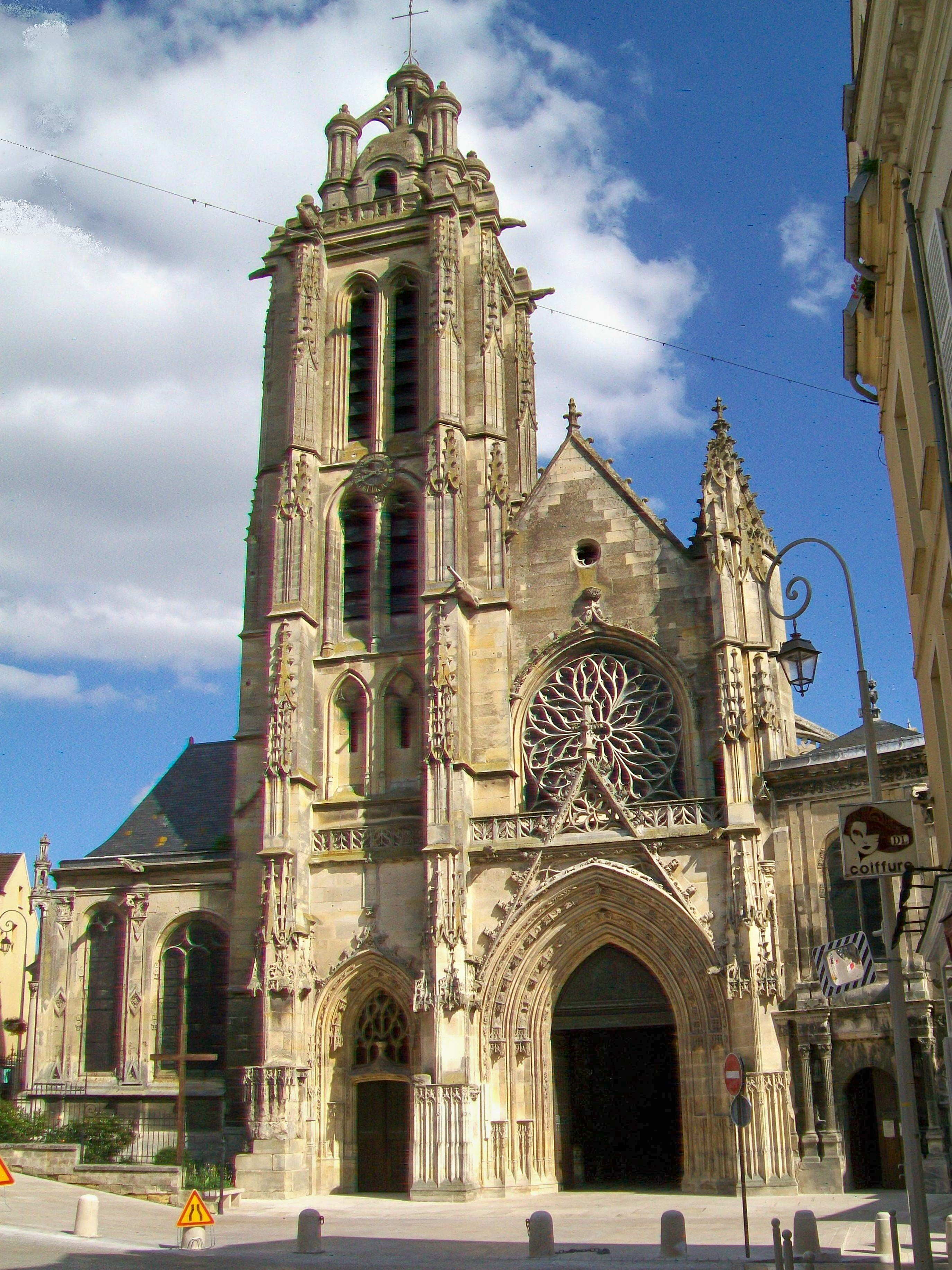
Západní průčelí katedrály

- Katedrála svatého Maclou byla založena roku 1090 na místě staršího kostela, ve 12. století vybudována v románském stylu, zaklenuta a dostavěna již ve stylu francouzské katedrální gotiky. Rozšiřována byla v 15. a 16. století. Věž a hlavní portál mají gotickou sochařskou dekoraci ve flamboyantním stylu. Oltářní obraz Sedm svátostí namaloval vlámský malíř Abraham Godijn mezi léty 1723–1725.
- Musée Pissarro (Muzeum Camilla Pissarra) vystavuje některá díla impresionistů a postimpresionistů.
- Musée Tavet-Delacour (Městské muzeum) vystavuje historické sbírky města od středověku po současnost, rukopisy, sochy od 17. století a sbírku moderního umění (Henri Matisse, Jean Arp, Otto Freundlich).

## Osobnosti
- Nicolas Flamel – francouzský alchymista a obchodník s rukopisy
- Blahoslavená Marie od Vtělení Páně (vlastním jménem Barbe Jeanne Avrillotová) (1566–1618) – karmelitánka, vizionářka
- Charles Leclerc d'Ostin – francouzský generál Napoleonovy armády
- Camille Pissarro – malíř krajinář období postimpresionismu
- Moussa Dembélé – fotbalista